# Tetra-amelia sindrom
Tetra-amelija sindrom je veoma redak poremećaj koga karakteriše odsustvo sva četiri ekstremiteta. ( "Tetra" je grčka reč za "četiri" i "Amelija" se odnosi na nesposobnost razvoja ruku ili nogu pre rođenja.) Ovaj sindrom takođe može izazvati ozbiljne malformacije drugih delova tela, uključujući lice i glava, srce, nervni sistem, skelet i polne organe. U mnogim slučajevoma pluća su nerazvijene, čime disanje postaje teško ili nemoguće. Deca sa tetra-amelia sindromom imaju takve ozbiljne zdravstvene probleme, da se najčešće rađaju mrtva ili umru ubrzo nakon rođenja. Ovaj sindrom je poznat u samo nekoliko porodica u svetu.

## Genetički uzrok
Istraživači su otkrili mutaciju WNT3 gena kod ljudi sa ovim sindroma iz jedne velike porodice u Turskoj. Ovaj gen pripada familiji WNT gena nazvanoj endogeni ligandi koji igraju važnu ulogu u embrionalnom razvoju. Protein koji proizvodi VNT3 gen uključen je u formiranje ekstremiteta i drugih organskih sistema tokom embrionalnog razvoja. Mutacije WNT3 gena sprečavaju ćelije iz proizvode funkcionalni WNT3 protein, što remeti normalno formiranje ekstremiteta i dovodi do drugih ozbiljnih urođenih mana.
U ostalim porodicama, u kojima se javio ovaj sindrom, nije utvrđen uzrok tetra-amelia sindroma. Istraživači veruju da neotkrivene mutacije u WNT3 ili drugim genima koji su uključeni u razvoj ekstremiteta su verovatno odgovorne za poremećaj u ovim slučajevima.

## Mutacija WNT3 gena
WNT geni daju uputstva za pravljenje proteina koji učestvuju u hemijskim signalnim putevima u telu. Ovi putevi su pod kontrolom određenih gena i regulišu interakcije između ćelija tokom embrionalnog razvoja. Istraživanja kod životinja ukazuje da je protein, proizvod WNT3 gena, kritičan za razviće udova embriona. VNT3 proteini izgleda da igraju važnu ulogu u određivanju prednje-zadnje osovine (zašljena linija koja ide od glave do repa kod životinja) u najranijim fazama razvoja embriona. Dodatno, efekti mutacija u ljudskom VNT3 genu ukazuju da protein može biti uključen u normalno formiranje crta lica, glava, srca, pluća, nervnog sistema, skeleta i polnih organa.
Recesivna mutacija ovog gena dovodi do stvaranja nenormalno kratke, nefunkcionalne verzije WTN3 proteina. Murtacija u WNT3 genu, koji predstavlja uputstvo za sintezu tog proteina, dolazi do preranog stvaranja stop-kodona koji predstavlja signal za zaustavljanje sinteze proteina. 

## Nasleđivanje
U većini do sada poznatih porodica sa ovim sindromom izgleda da je nasleđivanje po autozomno-recesivnom tipu. Autozomno-recesivno nasleđivanje znači da su obe kopije gena u svakoj ćeliji mutirane. Roditelji osobe sa tetra-amelia sindromom nose po jedan primerak mutiranog gena i zdravi su. Kada njihovo dete nasledi od svakog roditelja po jedan recesivni gen, tada se bolest/sindrom ispoljava.

## Spoljašnje veze
- WNT3 gene
- Tetra-amelia sindrom
- „Tetra-amelia syndrome - Genetics Home Reference”. U.S. National Library of Medicine. Приступљено 2009-01-09.
- „Tetra-Amelia Syndrome  -- GeneReviews -- NCBI Bookshelf”. University of Washington, Seattle. Приступљено 2009-01-09.
- „Tetra-Amelia-Syndrome (Birth defects & disorders)”. I-Am-Pregnant. Архивирано из оригинала 03. 03. 2016. г. Приступљено 2009-01-09.
- „Tetraamelia multiple malformations - WrongDiagnosis.com”. WrongDiagnosis. Приступљено 2009-01-09.
- Life Without Limbs

|  | Molimo Vas, obratite pažnju na važno upozorenje u vezi sa temama iz oblasti medicine (zdravlja). |